# Фізика полімерів
Фізика полімерів — розділ фізики, що вивчає полімери, їхні механічні властивості, флуктуації в їхніх системах, а також кінетику полімеризації, деградації та розпаду на мономери. За предметом вивчення вона тісно пов'язана з хімією полімерів. У схемі поділу фізичних наук вона належить до фізики конденсованих середовищ, використовуючи методи та ідеологію статистичної фізики. 
Полімери — великі молекули, а тому надто складні для детерміністичних методів. Однак статистичний підхід  дозволяє отримати результати, що виражають стійкі закономірності, оскільки великі полімери добре описуються в термодинамічній границі як системи з нескінченним числом мономерів, хоча насправді число мономерів у полімері вочевидь скінченне.
Форма полімерних ланцюжків у розчинах постійно змінюється, що вимагає застосування принципів статистичної механіки. Полімери сильно відчувають зміни температури, змінюють свою механіку, в їхніх системах відбуваються фазові переходи, наприклад плавлення. 
В основі статистичного підходу до фізики полімерів лежить аналогія з броунівським рухом та іншими різновидами випадкових блукань. Найпростішою моделлю полімеру є ідеальний ланцюжок, що математично відповідає простому блуканню. Експериментально вивчення полімерів використовує загально-фізичні методи, такі як  витісна хроматографія, віскозиметрія, динамічне розсіяння світла тощо, визначаючи хімічні та фізичні властивості. Експерименти допомагають математичному моделюванню та кращому розумінню властивостей полімерів.
Засновником галузі полімерної фізики вважається Пол Флорі. Значний внесок у її розвиток внесли радянські та українські дослідники.

## Моделі
Існує два класи моделей полімерних скелетів: «ідеальні» та «реальні». Ідеальні моделі припускають, що мономери ланцюжка незалежні. Це припущення непогано працює для деяких полімерів, у яких взаємодії різного типу фактично урівноважуть одна одну. Ідеальні моделі є непоганою відправною точкою для дослідження складніших систем, і з ними легше працювати, особливо, коли треба враховувати багато параметрів.

### Ідеальні ланцюжки
Найпростішою моделлю полімеру є ланцюжок мономерів, зчеплення між якими зовсім не фіксовані.  У цій моделі сегменти полімеру фіксованої довжини  зв'язані між собою так, що не існує жодних обмежень на кути взаємної орієнтації сусідніх ланок. Тому полімер аналогічний математичній задачі про випадкові блукання. Ланцюжки такого типу називають ідеальними.
Модель вільно зчеплених ланок можна покращити, якщо зафіксувати кут між орієнтацією сусідніх ланок, зумовлений специфікою хімічних зв'язків. Це не заваджає вільному прокручуванню наступних ланок навколо осей сегментів. 
Ще більші обмеження накладає модель утрудненого кручення, в якій прокуручування ланок затруднене потенціальною енергією взаємодії, що робить імовірність певного торсійного кута {\displaystyle \varphi } пропорційною больцманівському фактору:  
{\displaystyle P(\varphi )\propto {}\exp \left(-U(\varphi )/k_{B}T\right),}
де {\displaystyle U(\varphi )} — певний потенціал, {\displaystyle k_{B}} — стала Больцмана, {\displaystyle T} — абсолютна температура. 
У моделі ізомерних відносно кручення станів дозволені торсійні кути  визначаються мінімумами торсійної потенціальної енергії. Довжина зв'язків та кути фіксовані.
Модель червоподібного ланцюжка складніша. Вона враховує жорсткість полімерного скелету, задаючи персистентну довжину. Полімери не повністю гнучкі,  згинання вимагає енергії. На масштабі довжин, менших за персистентну довжину полімер дедалі більше схожий на жорсткий стрижень.

### «Реальні» моделі полімерних скелетів
Взаємодію між мономерами ланцюжка можна змоделювати заданням вилученого об'єму. Результатом такого вилучення є зменшення можливих конформацій. Воно зводиться до випадкових блукань із забороною перетинання шляху. Такі випадкові блукання мають іншу статистику.

## Вплив розчинника та температури
Статистика окремого полімерного ланцюжка залежить від розчинника. У доброму розчиннику ланцюжок має витягнуту форму, а в поганому — ланки полімеру туляться одна до одної.  У крайньому разі дуже поганого розчинника полімер скручується в клубок, а в хорошому — розтягується, щоб зробити довжину контакту між полімером та рідиною якомога більшою.  У цьому випадку радіус гірації наближено задається в рамках наближення середнього поля Флорі як 
{\displaystyle R_{g}\sim N^{\nu }},
де {\displaystyle R_{g}} — радіус гірації полімеру, {\displaystyle N} —число ланок (ступінь полімеризації) полімерного ланцюжка, а {\displaystyle \nu } — показник Флорі.
Для доброго розчинника {\displaystyle \nu =3/5}; для поганого — {\displaystyle \nu =1/3}.  Тому в доброму розчиннику полімер витягнутий і схожий на фрактал. У поганому — нагадує тверду сферу.
Для так званого θ-розчинника {\displaystyle \nu =1/2}, що зводиться до простих випадкових блукань. Тоді полімерний ланцюжок ідеальний.
Якість розчинника залежить від температури. Для гнучкого полімеру низька температура може відповідати поганому розчиннику, а висока робить той самий розчинник хорошим. При певній температурі, яку називають  θ-температурою, розчинник забезпечує ідеальність полімерного ланцюжка.

## Взаємодія через вилучений об'єм
Модель ідеального ланцюжка використовує припущення, що його ланки можуть перекриватися так, наче вони безтілесні. Насправді, дві ланки не можуть займати одне й те ж місце в просторі. Виникає взаємодія, яку моделюють як вилучений об'єм. 
Найпростіше формулювання вилученого об'єму — випадкові блукання без повторення ділянок шляху. N кроків випадкового блукання в тривимірному просторі задає конфігурацію полімеру. Цей шлях потрібно будувати так, щоб ланки не налазили одна на одну. Така вимога значно зменшує число можливих конфігурацій. Радіус гірації стає більшим, ніж для ідеального ланцюжка.

## Гнучкість та рептація
Те, чи є полімер гнучким, залежить від масштабу. Наприклад,  подвійник ланцюжок ДНК має персистентну довжину приблизно  50 нм.  Його відрізок, менший від 50 нм (межа Макгіннесса), схожий за поведінкою на жорсткий стрижень. А на масштабі понад 50 нм, ДНК є гнучкою.
Рептацією називають тепловий рух довгих лінійних, сплутаних макромолекул у розплаві полімеру. Термін споріднений зі словом рептилія, вважається, що рух сплутаних полімерних ланцюжків схожий на переповзання змій у клубку.  Концепцію рептації запровадив  у фізику полімерів П'єр-Жиль де Жен у 1971 році, щоб пояснити залежність рухливості макромолекул від їхньої довжини. Рептація є тим механізмом, яким пояснюється в'язка пластичність аморфних полімерів. Надалі концепцію рептації уточнили Сем Едвардс та Дой Масао. Схожі явища властиві також білкам.

## Виноски
1. 1 2  P. Flory, Principles of Polymer Chemistry, Cornell University Press, 1953. ISBN 0-8014-0134-8.
2. ↑  Pierre Gilles De Gennes, Scaling Concepts in Polymer Physics CORNELL UNIVERSITY PRESS Ithaca and London, 1979
3. ↑  M. Doi and S. F. Edwards, The Theory of Polymer Dynamics Oxford University Inc NY, 1986
4. ↑  Michael Rubinstein and Ralph H. Colby, Polymer Physics Oxford University Press, 2003
5. ↑  H. Yamakawa, "Helical Wormlike Chains in Polymer Solution", (Springer Verlag, Berlin, 1997)
6. ↑  G.McGuinness, Polymer Physics, Oxford University Press, p347
7. ↑  Rubinstein, Michael (March 2008). Dynamics of Entangled Polymers. Pierre-Gilles de Gennes Symposium. New Orleans, LA: American Physical Society. Процитовано 6 квітня 2015.
8. ↑  De Gennes, P. G. (1983). Entangled polymers. Physics Today. American Institute of Physics. 36 (6): 33—31. Bibcode:1983PhT....36f..33D. doi:10.1063/1.2915700. A theory based on the snake-like motion by which chains of  monomers move in the melt is enhancing our understanding of rheology, diffusion, polymer-polymer  welding, chemical kinetics and  biotechnology
9. ↑  De Gennes, P. G. (1971). Reptation of a Polymer Chain in the Presence of Fixed Obstacles. The Journal of Chemical Physics. American Institute of Physics. 55 (2): 572—571. Bibcode:1971JChPh..55..572D. doi:10.1063/1.1675789.
10. ↑  Samuel Edwards: Boltzmann Medallist 1995, IUPAP Commission on Statistical Physics, архів оригіналу за 17 жовтня 2013, процитовано 20 лютого 2013 [Архівовано 2013-10-17 у Wayback Machine.]
11. ↑  Doi, M.; Edwards, S. F. (1978). Dynamics of concentrated polymer systems. Part 1.?Brownian motion in the equilibrium state. Journal of the Chemical Society, Faraday Transactions 2. 74: 1789. doi:10.1039/f29787401789.
12. ↑  Bu, Z; Cook, J; Callaway, D. J. (2001). Dynamic regimes and correlated structural dynamics in native and denatured alpha-lactalbumin. Journal of Molecular Biology. 312 (4): 865—73. doi:10.1006/jmbi.2001.5006. PMID 11575938.